# Horário nobre
Horário nobre ou horário de grande audiência é um bloco de programação exibido durante as noites. Nesta faixa de horário, as emissoras exibem programas mais importantes de cada emissora, já que é o espaço comercial mais caro que os outros.

## Países

### Alemanha
Na Alemanha o horário nobre, o principal horário de transmissão (em alemão: Hauptsendezeit), é definido pelas leis regionais de mídia (Landesmediengesetz). Na Renânia do Norte-Vestfália, por exemplo, este é o horário das 19h00 às 23h00.

### No Brasil
Segundo artigo do blog da revista Veja Rio de 2017, no Brasil, considera-se como horário nobre todos os programas transmitidos entre as 18h e meia-noite. Mais precisamente, as 21h, quando são exibidas as novelas das nove produzidas pela TV Globo.

### Cingapura
Em Cingapura, o horário nobre começa às 18h00 no Canal 5, 18h30 no Canal 8 e 19h00 no Canal U, CNA, Suria, Vasantham. que também são os principais canais de televisão (abertos) em Cingapura.

### Em Portugal
Em Portugal o horário nobre é compreendido das 20h00 às 00h00 (hora de Portugal Continental).

### Reino Unido
No Reino Unido, o horário nobre (também pode ser conhecido como horário de pico) vai das 19h00 às 23h00.